# Like an Old Time Movie/What's the Difference (Chapter II)
Like an Old Time Movie/What's the Difference (Chapter II) è un singolo di Scott McKenzie, pubblicato nel 1967.

## Tracce
Lato A
1. Like an Old Time Movie – 3:09 (Phillips)

Lato B
1. What's the Difference (Chapter II) – 2:41 (McKenzie)